# Cigadog (Cisalak)
Cigadog is een bestuurslaag in het regentschap Subang van de provincie West-Java, Indonesië. Cigadog telt 3293 inwoners (volkstelling 2010).